# Худеє
Худеє (словен. Hudeje) — поселення в общині Требнє, регіон Південно-Східна Словенія, Словенія.